# Argos (langage)
Pour les articles homonymes, voir Argos.
Argos est un langage de programmation synchrone pour les systèmes réactifs.